# Husnija Hrustanović
Husnija Hrustanović (Gacko, 5. svibnja 1922. – London, 19. ožujka 1997.), hrvatski književnik, publicist i novinar. Jedan od proskribiranih hrvatskih pisaca.

## Životopis
Gimnaziju je završio u Mostaru. Pravo je studirao u Zagrebu ali ga nije završio zbog odlaska u vojsku. Pišući o prvom atletskom danu Ustaške mladeži kolovoza 1942., zapisao je da je u Jugoslaviji hrvatska mladež bila "zanemarena u školi, društvenom životu, ulicama i na športskom polju" i da je Jugoslavija namjerno zanemarivala tjelesni odgoj, da bi od hrvatske mladeži napravila mekušce nesposobne za oslobađanje domovine. U daljnjem je tekstu hvalio ustaški režim iskazujući vjeru da će to ispraviti. U emigraciji je Hrustanović prvo boravio u talijanskim izbjegličkim logorima. 
U logoru u Fermo bio je osnovan Hrvatski akademski klub i sekcija Matice hrvatske. Održavana su kulturna i politička predavanja te književne večeri. pisao je za novopokrenuti logoraški list u Fermu "Croatia", a društvo su mu činili hrvatski književnici i intelektualci Duško Ševerdija, Zvonko Fržop, Vinko Nikolić, Dušan Žanko (ratni intendant Hrvatskoga narodnog kazališta u Zagrebu, poslije djelovao u Venezueli), Janko Skrbin, Duško Kalebić, Luka Brajnović, Srećko Karaman i dr., a u emigrantskim publikacijama još su se poslije afirmirali Gabrijel Cvitan, Antun Bonifačić, Ivo Lendić i dr., rektor Zagrebačkog sveučilišta ing. Stjepan Horvat poslije je postigao uspjehe u struci u Argentini kao i slikar Zdravko Dučmelić čija je izložba priređena u logoru, a jedna mu je slika završila u slavnoj Galleria degli Uffizi u Firenci.
Nakon Drugog svjetskog rata kratko je živio u Bejrutu gdje je planirao završiti studij prava koji je započeo u Zagrebu. Poslije boravio u Siriji. Živio je u Damasku gdje je osnovao Društvo Hrvata i pokrenuo glasilo Hrvatsku volju. Zarađivao je radeći administrativne poslove u uredu u ministarstvu zdravstva, dok mu je supruga radila u obližnjem laboratoriju Louis Pasteur. Poslije se preselio u Australiju i Francusku, gdje je živio u Parizu. U Australiji bio urednik Spremnosti, novine u vlasništvu Organizacije hrvatskog oslobodilačkog pokreta, no Hrustanović se kao i drugi mladi urednik Geza Pašti sukobio s konzervativnim političkim pogledima ostalih i napustio list.
Napisao je zbirku pjesama U ponorima vremena 1959. u kojima ekspresivno piše o prognaničkom usudu. Uvršten u antologije hrvatskog pjesništva druge polovice dvadesetog stoljeća, priređivača prof. dr Stijepe Mijovića-Kočana "Skupljena baština", antologiju hrvatske emigrantske književnosti 60 hrvatskih emigrantskih pisaca priređivača Šimuna Šite Ćorića, antologiju Pod tudjim nebom: hrvatsko emigrantsko pjesništvo, 1945-1955 priređivača Vinka Nikolića u izdanju Hrvatske revije.
U Parizu je 1972. godine pod pseudonimom Husni Hasan izdao zbirku pjesama vjerske tematike Au pays du Soleil, j’ai vu la Mecque (U Zemlji Sunca vidio sam Meku).
Nakon skoro pedeset godina izgnanstva posjetio je Hrvatsku u svibnju i kolovozu 1992. godine. Povratak nije prošao nezamjećeno. Za vrijeme boravka u Zagrebu gostovao je u radio emisiji, a Društvo hrvatskih pisacapriredilo mu je službeni doček u svojim prostorijama na Trgu bana Jelačića. Zadnje godine života preoveo je u Parizu u ulici Blvd Exelmans (16eme arrondissement). Umro je u snu tijekom posjeta kćeri Đulsi u Londonu 19. ožujka 1997. Pokopan je u Engleskoj na lokalnom groblju Chislehurst. 